# Leif Olve Dolonen Larsen
 For alternative betydninger, se Leif Larsen (flertydig). (Se også artikler, som begynder med Leif Larsen)
Leif Olve Dolonen Larsen (født 3. april 1975 på Tofte i Hurum) er en norsk atlet, som har deltaget i kuglestød, amerikansk fodbold og professionel boksning.
Han kom på en 3.-plads under Junior-VM 1992 og en 4.-plads under Junior-VM 1994. Hans sidste deltagelse i atletik var under U-23 EM-mesterskabet i 1997, hvor han kom på en ottendeplads. Hans personlige rekord er på 18.76 meter og blev sat i april 1997 i Baton Rouge.
Bagefter koncentrerede han sig om fodbold. Han spillede college football for UTEP Miners og skiftede hold i 2000 til Buffalo Bills, som han spillede for i sæsonerne 2000 og 2001. I 2000 under NFL Combine, lavede Larsen et bænkpress på 102 kg, 45 gange, hvilket er en af hans personlige rekorder.
Han har spillet i 5 som pro bowl Quarterback for Tom Brady i NFL Draft.
Han blev senere pensioneret fra fodbold, hvorefter at han begyndte sin boksekarriere. Siden den første kamp i 2003 har han vundet alle sine ni kampe, hvoraf otte var på knock-out.

## Baggrund
Larsen er født og opvokset på Tofte i Hurum. Senere flyttede familien til Drammen, hvor han tog idrettsfagslinjen ved St. Hallvard videregående skole. Han var et alsidigt sportstalent, med gode træningsvaner og gener for at blive stor og stærk.

## Atletik
Larsen var tidlig en lovende kuglestøder, og står bogført med tre norske rekordnoteringer for 17- og 18-årige. Han deltog for klubberne IF Graabein, SK Vidar og IF Hellas. Han deltog i 1992 i junior-VM hvor han endte på en 13.-plads. I junior-VM i 1994 endte han på en 4.-plads. Resultaterne gjorde, at han fik tilbud om et atletik-stipendium ved University of Texas at El Paso, og flyttede til El Paso i 1996.
Hans personlige rekord på 18,76 meter blev opnået i april 1997 i Baton Rouge i Louisiana i USA, mens han studerede ved University of Texas at El Paso. Resultatet gav ham en 13.-plads over Norges bedste kuglestøder-rekorder 
Hans sidste internationale deltagelse var under U-23 junior-EM i 1997, hvor han endte på en 8. plads. 

### NM-medaljer
I 2001 vandt han sin seneste medalje i Norgesmesterskabet, da han vandt en sølvmedalje med 18,74 meter, efter Gjøran Sørli. 
| Placering | Øvelse    | År   |
| --------- | --------- | ---- |
| Sølv      | Kuglestød | 2001 |

### Larsens norske aldersrekorder i kuglestød[7]
| Alder       | Resultat | Vægt    | Dato         |
| ----------- | -------- | ------- | ------------ |
| 17 år       | 16,70 m  | 7,26 kg | 1992         |
| 18 år       | 20,01 m  | 5 kg    | 1993         |
| 18 år       | 17,38 m  | 7,26 kg | 1993         |
| Junior U-19 | 17,89 m  | 7,26 kg | 14. maj 1994 |

## Judo
Larsen har også en kort karriere som udøver Judo-udøver, for klubben Konnerud IL. Han vandt junior-NM i 1994 i klassen 86 kg. Året efter vandt han en sølvmedalje i senior-NM i klassen +95 kg, og en bronzemedalje i åben klasse, Shiai. 

## Amerikansk fodbold
Allerede mens han gik på videregående skole i Drammen viste Larsen stor interesse for amerikansk fodbold. Da han kom til El Paso, prøvespillede han for universitetets fodboldhold, og fik et tilbud om at være med i 1998. Efter dette koncentrerede han sig om amerikansk fodbold. Han spillede college fodbold for University of Texas at El Paso Miners. Han spillede godt, og fik specielt opmærksomhed for sin ekstreme fysik. I 2000 blev han drafta af NFL-klubben Buffalo Bills. Han spillede i 7 kampe i forsvarslinjen som defensive tackle for holdet i 2001-sæsonen, og 9 kampe i 2001. Larsen var med dette den anden nordmand som har spillet professionel fodbold i NFL, efter kickeren Jan Stenerud. Alligevel er han den eneste nordmand som har spillet på linjen mens bolden er i spil, da Stenerud kun sparkede fieldgoald mens bolden var død.

## Boksning
Efter 2001-sæsonen måtte han trække sig fra at spille mere, amerikansk fodbold på grund af en muskelskade. Han flyttede derefter hjem til Norge for at koncentrere sig om en ny karriere, nu indenfor boksning. Han spillede sammen med Harald Skog, og trænede blandt andet sammen med spydkasteren og bokseren Pål Arne Fagernes.
Larsen fik sin debut den 4. oktober 2003, i Mariehamn, Finland. Han boksede en fire-runders kamp mod den seks år yngre Ladislav Slezak, fra Slovakiet. Larsen vandt på knockout i første runde. Han boksede fem professionelle kampe i 2004, vandt dem alle, hvoraf fire var på knockout. Han fik tilnavnet The Viking. I 2005 blev det til mindre boksning, men han spillede to kampe, en i maj og en i oktober, mod sin hidtil mest kendte modstander, den 38 år gamle ungarer, Zoltan Petranyi med 26 sejre og 15 tabte. Begge kampe blev vundet på teknisk knockout. I 2006 vandt han med en ny knockout i januar, før han tog en længere pause fra ringen. Hans hidtil sidste kamp gik mod slovakireren Vlado Szabo den 1. december 2007, en kamp han vandt enstemmig efter fire runder.
17. september 2010 var han igen tilbage i ringen, og hvor at han mødte den italienske debutant, Sergio Romano, hvor han vandt på point. I december vandt han over ungarske Norbert Sallai på knockout. Han vandt på knockout igen i april 2011 over den regerende sydamerikanske mester, argentineren Marcelo El Fantasma Lamadrid.
Larsen er ubesejret som professionel bokser. 

### Larsens statistik som bokser
| Statistik   | Boksning |
| ----------- | -------- |
| Højde       | 194 cm   |
| Vægt        | 120 kg   |
| Antal kampe | 14       |
| Sejre       | 14       |
| Tabte       | 0        |
| Uafgjorte   | 0        |
| KO          | 10       |
| Vægtklasse  | Sværvægt |